# Phare de Porkkala
Le phare de Porkalla ou phare de Kallbåda (en finnois : Porkalla majakka ou Kallbåda majakka ) est un phare situé en mer en bout de la péninsule de Porkkala, dans le golfe de Finlande, au large de la municipalité de Kirkkonummi, en région d'Uusimaa (Finlande).
Le phare de Porkkala (Kallbådan) est inscrit au répertoire des sites culturels construits d'intérêt national  par la Direction des musées de Finlande  en date du 22 décembre 2009.

## Histoire
Le phare est situé sur un îlot à 8 km au sud-ouest de la péninsule de Porkkala qui avait une valeur stratégique militaire. Il a été construit en 1920 pour remplacer le phare de Rönnskär qui était trop dans l'intérieur de l'archipel. Le phare de Rönnskär a été éteint 1928.
Le phare semble avoir été inactif durant l'occupation soviétique de la base navale de Porkkala de la marine soviétique de 1944 à 1955. En 1956, les autorités finlandaises l'ont trouvé en très mauvais état et l'ont rénové. Il a été remis en service avec une lumière automatisée et gérée depuis le phare d'Harmaja. Une plate-forme d' atterrissage pour l'hélicoptère équipe aussi la station.
Le phare d'origine a été éteint en 2015 et les trois feux ont été installés au somment d'un pylône métallique à claire-voie.
Le phare fait désormais partie de la zone protégée pour les phoques et elle est interdite d'accès sans permission.

## Description
Le phare  est une tourelle carrée en pierre au-dessus d'une maison de gardien de quatre étages à claire-voie de 21 mètres de haut, avec une  galerie et lanterne. L'édifice est peint en rouge, le toit de la maison et blanche et le dôme de la lanterne est verte. Il émet désormais en haut d'un pylône, à une hauteur focale de 20 mètres, trois courts éclats blanc, rouge et vert selon différents secteurs toutes les 20 secondes. Sa portée nominale est de 12 milles nautiques (environ 22 km).
Identifiant : ARLHS : FIN-043 - Amirauté : C5130 - NGA : 14656.
|                  |
| Le phare en 1920 |

### Lien connexe
- Liste des phares de Finlande